# Andrew A. Humphreys

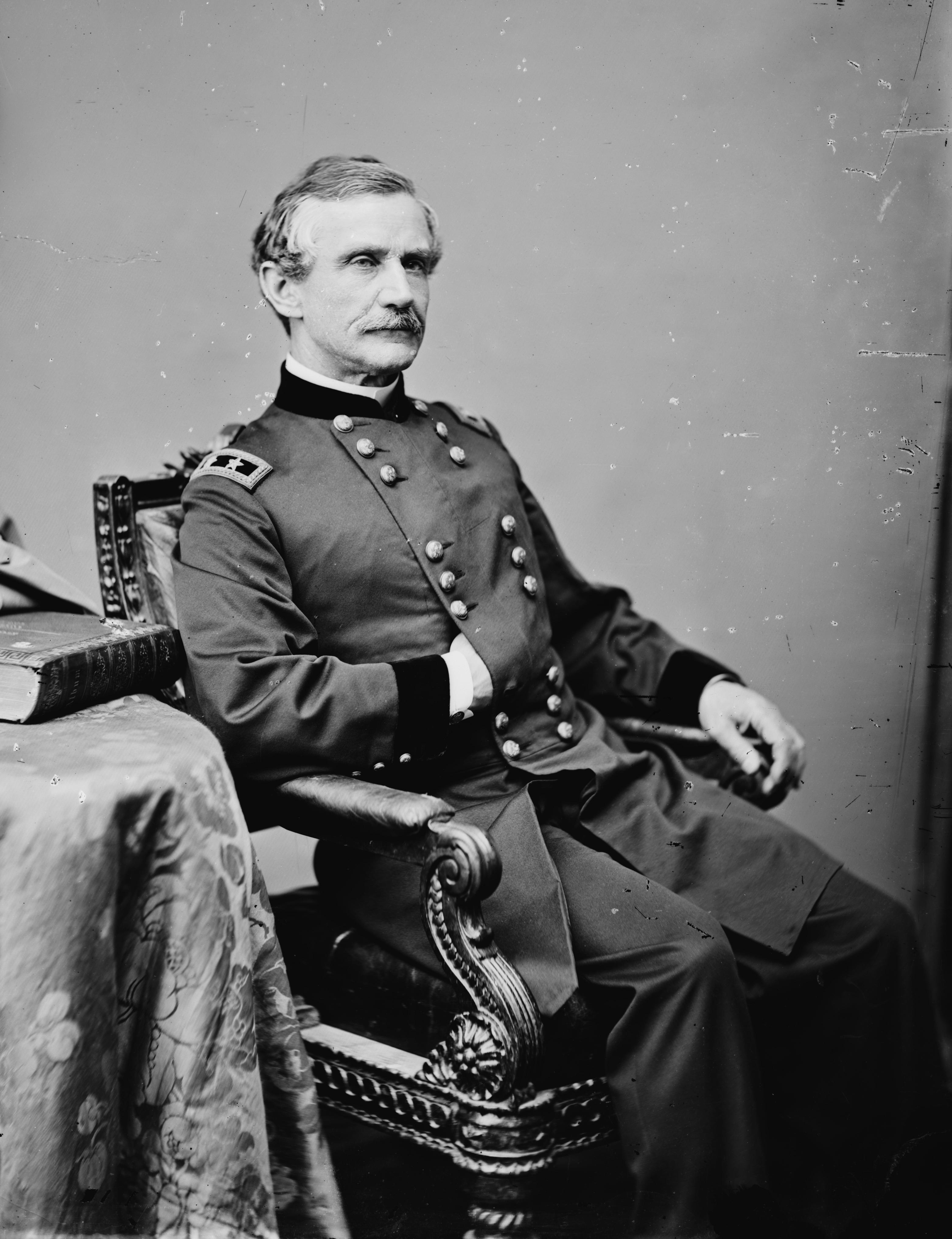
Andrew A. Humphreys

Andrew Atkinson Humphreys (* 2. November 1810 in Philadelphia, Pennsylvania; † 27. Dezember 1883 in Washington, D.C.) war Brigadegeneral des US-Heeres und während des Sezessionskrieges Generalmajor der Freiwilligenorganisation des Heeres. Er war unter anderem Kommandeur des United States Army Corps of Engineers (COE).

## Leben
Andrew Humphreys war ein Sohn von Samuel Humphreys (1778–1846) und dessen Frau Letitia Atkinson (1786–1859). Der Vater war Schiffsbauer und Schiffstechniker in der US-Marine. Auch der Großvater Joshua Humphreys (1751–1838) war in dieser Branche tätig.
In den Jahren 1827 bis 1831 durchlief Andrew Humphreys die Militärakademie in West Point, New York. Nach seiner Graduation wurde er als Leutnant der Artillerie zugeteilt. Im Heer durchlief er anschließend alle Offiziersränge vom Leutnant bis zu den Generalsrängen.
Er wurde zunächst mit dem 2. Artillerieregiment in South Carolina stationiert, wo es in jenen Jahren zu Spannungen zwischen diesem Staat und der Bundesregierung im Zusammenhang mit der Nullifikationskrise kam. Damals kam Humphreys mit den Pionieren (Engineers) in Kontakt und wurde gelegentlich als solcher eingesetzt. Im Jahr 1836 machte er seine ersten Kampferfahrungen in den Seminolenkriegen in Florida. Allerdings zog er sich eine Erkrankung zu, die ihn zu zwei Jahren Erholungsurlaub vom Dienst zwang. In der Zwischenzeit arbeitete er als Zivilist im Regierungsauftrag im Ingenieurwesen.
Im Jahr 1838 kehrt er dienstfähig zum Heer zurück, wo er nun dem Army Corps of Topographical Engineers angehörte. Diese Organisation wurde damals neu gegründet und unterstand noch nicht dem Corps of Engineers (COE). Hauptaufgabe war die Topografische Landerfassung. Erst 1863 wurde diese Organisation in das COE integriert. Humphreys verließ die Topograhical Engineers allerdings schon 1844 und war fortan für die Pioniere im COE tätig. Bis 1850 war er Leiter des Hauptbüros des Korps zur Küstenvermessung in Washington (Central Office of the Coast Survey at Washington). Seit 1848 bekleidete er den Rang eines Hauptmanns.
Anfang der 1850er Jahre wurde er mit der Vermessung und Untersuchung des Mississippi River Deltas beauftragt. Dabei ging es auch um die Themen Hochwasserschutz und Fahrwasservertiefung. 1853 bis 1857 war er auch an der Suche nach einer geeigneten Eisenbahntrasse zur Westküste, den sogenannten Pacific Railroad Surveys, beteiligt. Dies geschah in enger Zusammenarbeit mit dem damaligen Kriegsminister Jefferson Davis. Dabei nahm er persönlich an einigen Expeditionen auf der Suche nach der besten Trasse teil.

### Nach Ausbruch des Bürgerkrieges
Nach dem Ausbruch des Amerikanischen Bürgerkriegs wirkte sich sein früheres gutes Verhältnis zu Jefferson Davis, der nun Präsident der Konföderierten Staaten von Amerika war, negativ für Humphreys aus. Man misstraute ihm in den ersten Kriegsmonaten in Washington. Erst im August 1861 wurde er zum Major befördert und zunächst als Leiter der topografischen Pioniereinheiten der Potomac-Armee unter Generalmajor George B. McClellan eingesetzt. In der Folge nahm er am Halbinsel-Feldzug teil. Im April 1862 erfolgte seine Beförderung zum Brigadegeneral der Freiwilligen und im September erhielt er das Kommando über eine Division des V. Korps der Potomac-Armee. In der Folge nahm er mit der Division  an einigen Schlachten teil. Dazu gehörte auch die verlorene Schlacht von Fredericksburg im Dezember 1862 und die ebenfalls verlorene Schlacht bei Chancellorsville Anfang Mai 1863. Wenig später erhielt Humphreys das Kommando über die 2. Division des III. Korps. Mit diesem nahm er an der Schlacht von Gettysburg Anfang Juli 1863 teil. Am 8. Juli 1863 wurde er zum Generalmajor der befördert. Im weiteren Verlauf des Krieges war er unter anderem Stabschef der Potomac-Armee unter Generalmajor George Gordon Meade und Kommandierender General des II. Korps.
1863 wurde Humphreys in die American Academy of Arts and Sciences gewählt. 
Nach dem Krieg kommandierte Humphreys zunächst den Engineer-Bezirk von Pennsylvania. Im Jahr 1866 wurde er zum regulären Brigadegeneral des US-Heeres befördert und mit dem Kommando über das gesamte Korps of Engineers betraut, das er vom 8. August 1866 bis zum 30. Juni 1879 innehatte. Damit war er unter anderem für den Ausbau von Hafenanlagen, die Verbesserung der Flussschifffahrt, den Hochwasserschutz an Flüssen, Seen und Stränden durch Deichbauten, Leuchttürme und die Errichtung von Stützpunkten im Westen des Landes (Forts) zuständig.
Nach seiner Pensionierung studierte Humphreys Philosophie. Bereits im Jahr 1868 hatte er einen Ehrengrad der Harvard University erhalten. Außerdem gehörte er 1871 zu den Gründern der Philosophical Society of Washington. Humphreys veröffentlichte auch einige Schriften wie zum Beispiel das 1883 erschienene Buch From Gettysburg to the Rapidan and The Virginia Campaign of '64 and '65. Der Report on the Physics and Hydraulics of the Mississippi River wurde bereits 1861 veröffentlicht und entstand in Zusammenarbeit mit Henry Larcom Abbot.
Andrew Humphreys starb am 27. Dezember 1883 in Washington, D.C. und wurde auf dem dortigen Kongressfriedhof beigesetzt.